# Jakob Amsler-Laffon
Jakob Amsler-Laffon (né le 11 novembre 1823 à Stalden bei Brugg, auj. commune de Bözberg, mort le 3 janvier 1912 à Schaffhouse) était un fabricant suisse d'instruments scientifiques et d'armes à feu, célèbre pour son planimètre polaire.

## Biographie
Son père Jakob Amsler était agriculteur, son oncle Samuel Amsler un graveur célèbre. Il effectua sa scolarité à Lenzbourg puis suivit les cours préparatoires de l'école cantonale d'Aarau, où il se lia d'amitié avec le futur conseiller Emil Welti. Enfin il alla étudier les mathématiques et la physique dans les universités d'Iéna (1843–1844) et de Kœnigsberg (1844–1848). Franz Ernst Neumann exerça une influence particulière sur lui, ainsi que sur deux de ses condisciples, Gustav Robert Kirchhoff et Siegfried Heinrich Aronhold.
En 1848, Amsler retourna en Suisse et travailla à l'observatoire de Genève. Deux ans plus tard, il soutint sa thèse d'habilitation à l'université de Zurich, et en 1851 accepta le poste de professeur de mathématiques et de physique à l'école cantonale de Schaffhouse. Il y fit connaissance avec la fille d'un pharmacien, Élise Laffon, qu'il épousa en 1854 et dont il joignit le nom au sien. Le couple eut deux filles et trois garçons, dont l'aîné, Alfred, devint un mathématicien célèbre.

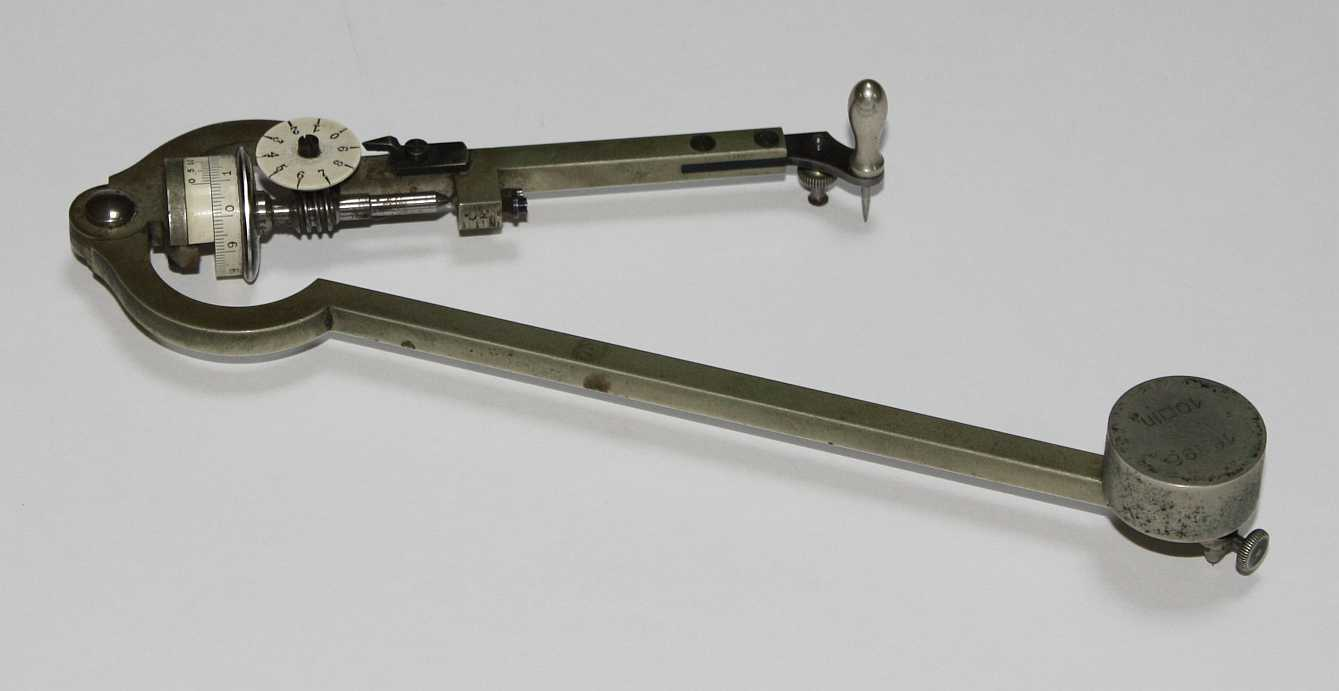
Le planimètre polaire

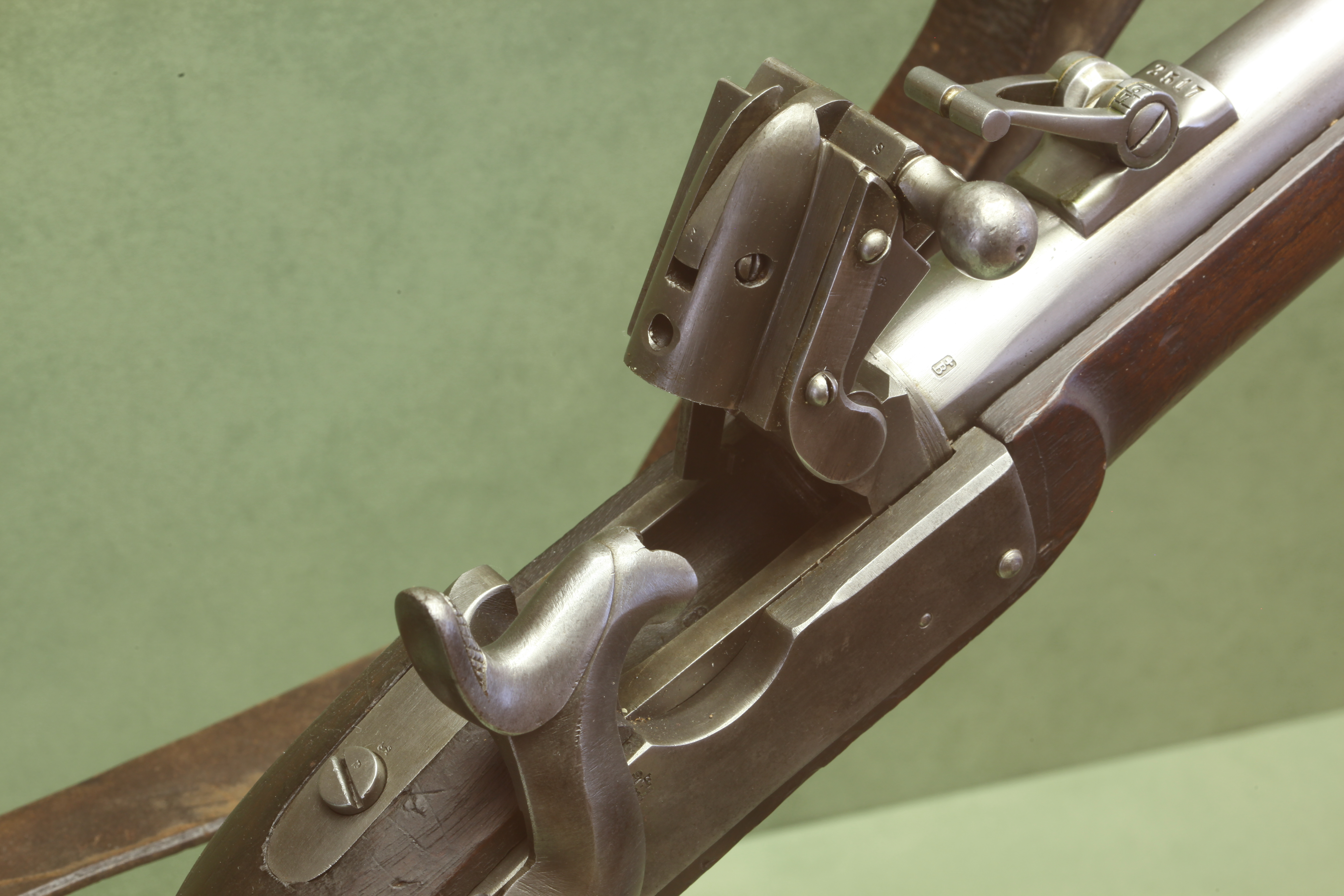
La culasse du fusil de chasseur à pied suisse mod. 1856-1867 modèle Amsler

Cette même année 1854, après cinq ans de travail, Amsler aboutit à la fabrication de son planimètre polaire presque en même temps qu'Albert Miller von Hauenfels. Il y avait bien, et cela depuis au moins quarante ans, des planimètres pour évaluer les superficies de zones sur les cartes d'état-major ou les plans, mais la précision du nouvel instrument surpassait de beaucoup celle de ses prédécesseurs. Pour commercialiser son invention, Amsler ouvrit un atelier de mécanique de précision. Finalement, il se retira de l'enseignement en 1858 et se mit à son compte. Outre son planimètre, il vendait des intégrateurs, des limnimètres, des machines d'essai hydrauliques et d'autres instruments de précision. De 1885 à 1905, il avait pour seul collaborateur son fils Alfred. Il conçut en 1867 le premier fusil à chargement par la culasse de l'Armée suisse, et c'est pourquoi le nom de fusils Milbank-Amsler leur est resté.
En reconnaissance de son activité d'industriel, Amsler bénéficia en 1867 du titre de bourgeois de Schaffhouse, et en 1894, l'Albertina de Kœnigsberg, qui fêtait ses 350 ans, lui décerna un doctorat honoris causa. L'Académie des sciences de Paris l'élut membre correspondant en 1892 . Le Conseil fédéral le consultait systématiquement pour les questions d'armement ; il exerça cette activité d'expert jusqu'à Vienne et Saint-Pétersbourg.

## Note
1. ↑  « Répertoire des académiciens depuis 1666: Lettre A », sur Académie des sciences (consulté le 1er octobre 2019)

## Voir également
- (de) Cet article est partiellement ou en totalité issu de l’article de Wikipédia en allemand intitulé « Jakob Amsler-Laffon » (voir la liste des auteurs).
- Bibliographie de Jakob Amsler-Laffon d'après le catalogue Helveticat de la Bibliothèque nationale suisse
- « Syllabus des cours d'Amsler-laffon à l'université de Zurich pour l'année 1850-1851 »
- Liste des armes qu'il a inventées
- Amsler l'auteur sur la base de données zbMATH